# Fred Wolf (animatore)
Fred Wolf, nome completo Fredrick W. Wolf (Brooklyn, 13 settembre 1932), è un animatore, designer e regista statunitense.

## Biografia
Nel 1967 ha diretto il cortometraggio d'animazione The Box, che ha vinto un Oscar nella categoria miglior cortometraggio d'animazione.
Nel anni sessanta, Wolf apre lo studio Murakami-Wolf Films a Hollywood, California, con l'animatore giapponese-americano Jimmy Murakami. Nel 1978 l'animatore Charles Swenson è diventato un socio, e lo studio prende il nome Murakami-Wolf-Swenson. Successivamente Murakami e Swenson lasciano la società, che nel 1992 diventa Fred Wolf Films.
Fred Wolf ha servito l'esercito degli Stati Uniti ed è un veterano della guerra di Corea.

## Filmografia

### Regista
- The Bird (1964, corto)
- The Box (1967, corto)
- La storia di Oblio nel paese degli uomini con la testa a punta (The Point!, 1971)
- Free to Be... You & Me (1974)
- The Mouse and His Child (1977)
- Puff the Magic Dragon (1978, corto)
- Puff the Magic Dragon in the Land of the Living Lies (1979)
- The Little Rascals' Christmas Special (1979)
- Carlton Your Doorman (1980)
- Thanksgiving in the Land of Oz (1980)
- Strawberry Shortcake: Pets on Parade (1982, corto)
- Puff and the Incredible Mr. Nobody (1982, corto)
- Peter and the Magic Egg (1983)
- I Wuzzles (Wuzzles) (1985, 9 episodi)
- The Adventures of the American Rabbit (1986)
- Fluppy Dogs (1986)

### Sceneggiatore
- The Bird - cortometraggio (1964)
- The Box - cortometraggio (1967)
- Tartarughe Ninja alla riscossa (Teenage Mutant Ninja Turtles) - serie TV, 60 episodi (1988-89)
- Teenage Mutant Ninja Turtles: Planet of the Turtleoids (1991)